# Liga Regional de Fútbol de Laboulaye
La Liga Regional de Fútbol de Laboulaye es una liga regional de Argentina que agrupa a los clubes de fútbol de la provincia de Córdoba. Está afiliada a la Federación Cordobesa de Fútbol (FCF), organismo deportivo que nuclea a varias ligas regionales de la provincia de Córdoba.
Esta liga de fútbol fue fundada el 9 de septiembre de 1949 y está supeditada al Consejo Federal de Fútbol, un organismo ejecutivo dependiente de la Asociación del Fútbol Argentino (AFA). En la década de 1960 le fue concedida su personería jurídica a través del Decreto # 3188 'A'.
El club más laureado de la Primera División de la Liga Regional es Deportivo y Cultural Serrano, quien se ha proclamado campeón en 24 oportunidades, seguido por Sporting Club Social Cultural y Deportivo, y Club Sportivo Norte con 17 trofeos. En cuanto a la Super Copa el club más laureado es Estudiantes de General Levalle, quien ha resultado vencedor en 4 ocasiones, siendo además el equipo en coronarse campeón de la primera edición.
En el año 2018 el Club Atlético Estudiantes logró el hito de convertirse en el único club de la provincia de Córdoba en ganar 5 campeonatos en un año, ganando todo lo que jugó. (Provincial, Apertura, Interligas, Clausura, Supercopa).
En la década de 1990, en Laboulaye surgió un equipo de fútbol femenino, dirigido por Darío Innocente, que llegó a ser uno de los principales animadores de los torneos nacionales durante 20 años. De allí, salieron varias jugadoras que luego disputaron los Juegos Olímpicos con la selección nacional, como Florencia Mandrile y Emilia Mendieta. Además, otras jugadoras de selección compitieron algunos torneos para Central Córdoba de Laboulaye, como Vanina Correa y Gimena Blanco.
Las selecciones de la Liga han obtenido los títulos provinciales de selecciones (2011), sub-15 (2001 y 2006), sub-17 (2003), Super Sénior (2010, 2018 y 2019).

## Clubes fundadores
Los equipos que fundaron la Liga Regional de Fútbol de Laboulaye en 1949 son los siguientes:
- Club Sportivo Norte
- Sporting Club Social Cultural y Deportivo
- Club Atlético San Martín
- Club Atlético Central Córdoba
- Club Atlético Laboulaye
- Club Atlético Estudiantes
- Liverpool
- B. A. P.

## Clubes de fútbol
Los equipos afiliados que compiten en la Liga Regional de Fútbol de Laboulaye son los siguientes:
- Club Recreativo y Sportivo Jorge Newbery (8 de abril de 1922).
- Club Atlético Villa Plomo (25 de octubre de 2006).
- Club Atlético Central Córdoba (14 de noviembre de 1947).
- Deportivo Club Independencia (9 de julio de 1916).
- Club Atlético Huracán (17 de octubre de 1953).
- Club Atlético San Martín (20 de septiembre de 1943).
- Club Atlético Estudiantes (20 de junio de 1946).
- Club Deportivo y Cultural Serrano (31 de enero de 1971).
- Club Social y Deportivo Melo (28 de diciembre de 1980).
- Sporting Club Social Cultural y Deportivo (21 de enero de 1935).
- Club Sportivo Norte (15 de enero de 1923).
- Club Atlético La Lonja (20 de enero de 1949).
- Club Sportivo Laboulayense (24 de febrero de 2023)

## Comisión directiva
El presidente de la Liga Regional de Fútbol de Laboulaye es Sandro Aguilera, quien ocupa formalmente el cargo desde 2021, ya que Aguilera era Vicepresidente a cargo de la Presidencia desde finales de 2019, cuando renunciara Gustavo Saby. Aguilera es también uno de los Vicepresidentes de la Federación Cordobesa de Fútbol y expresidente de Club Sportivo Norte.

## Campeonatos por año

### Primera división
Historial de campeones de Primera división de la Liga Regional:
| Equipo                                               | Títulos | Año |
| ---------------------------------------------------- | ------- | --- |
| Club Deportivo y Cultural Serrano                    | 24      | 1973, 1974, 1976, 1977, 1979, 1989, 1995, 2000, 2001, 2002, 2003, 2004 (2), 2005, 2006, 2007, 2008 (2), 2009, 2011, 2015, 2016, 2019,2024 |
| Sporting Club Social Cultural y Deportivo            | 17      | 1950, 1954, 1955, 1956, 1959, 1960, 1969, 1971, 1972, 1978, 1980, 1986 (2), 1990, 1999, 2007, 2010.                                       |
| Club Sportivo Norte                                  | 17      | 1953, 1962, 1964, 1985, 1988, 1990, 1991, 1993 (2), 1994, 1998, 2003, 2006, 2017, 2021, 2022, 2023                                        |
| Club Atlético Estudiantes                            | 15      | 1992 (2), 1994, 1997, 2002, 2009, 2010, 2012, 2013, 2014, 2015, 2016, 2017, 2018 (2).                                                     |
| Club Atlético San Martín                             | 9       | 1949, 1957, 1961, 1963, 1965, 1975, 1991, 1995, 2011.                                                                                     |
| Deportivo Club Independencia                         | 5       | 1967, 1968, 1998, 1999, 2022. |
| Club Social y Deportivo Melo                         | 5       | 1982, 1989, 2012, 2014, 2024. |
| Club Recreativo y Sportivo Jorge Newbery             | 4       | 1983, 1984, 2005, 2013. |
| Club Atlético Central Córdoba                        | 4       | 1988, 2000, 2001, 2023 |
| Club Atlético Huracán                                | 4       | 1996 (2), 1997. 2025. |
| Club Atlético Laboulaye                              | 3       | 1951, 1952, 1970. |
| Alianza de General Levalle                           | 1       | 1981. |
| Club Atlético Oostendorp                             | 1       | 1966. |
| Estadísticas actualizadas hasta el Apertura de 2024. |         | |

En cursiva se muestran los equipos extintos.

### Supercopa de la Liga
Historial del Campeonato Supercopa de la Liga Regional:
| Equipo                                                | Títulos | Año                     |
| ----------------------------------------------------- | ------- | ----------------------- |
| Club Atlético Estudiantes                             | 4       | 2014, 2016, 2017, 2018. |
| Club Sportivo Norte                                   | 3       | 2021, 2022, 2023.       |
| Club Social y Deportivo Melo                          | 2       | 2019, 2024              |
| Club Deportivo y Cultural Serrano                     | 1       | 2015.                   |
| Estadísticas actualizadas hasta la temporada de 2024. |         |                         |

### Torneo Provincial de Fútbol
Campeones del Torneo Provincial de Fútbol organizado por la Federación Cordobesa de Fútbol:
| Equipo                                                 | Títulos | Año         |
| ------------------------------------------------------ | ------- | ----------- |
| Club Deportivo y Cultural Serrano                      | 2       | 2008, 2019. |
| Club Social y Deportivo Melo                           | 1       | 1982.       |
| Club Atlético Estudiantes                              | 1       | 2018.       |
| Club Sportivo Norte                                    | 1       | 2017.       |
| Estadísticas actualizadas hasta la temporada de 2024 . |         |             |

### Torneo Interligas de Fútbol
Campeones del Torneo Interligas de Fútbol organizado por la Liga Regional de Fútbol de Laboulaye y la Liga Regional de Fútbol General Roca: 
| Equipo                                                | Títulos | Año         |
| ----------------------------------------------------- | ------- | ----------- |
| Club Atlético Central Córdoba                         | 2       | 2022, 2023. |
| Club Atlético Estudiantes                             | 1       | 2018.       |
| Club Recreativo y Sportivo Jorge Newbery              | 1       | 2024.       |
| Estadísticas actualizadas hasta la temporada de 2024. |         |             |

### Recopa de la Liga
Historial del Campeonato Recopa de la Liga Regional:

## Palmarés General
| Equipo                        | Títulos | Año         |
| ----------------------------- | ------- | ----------- |
| Club Atlético Central Córdoba | 2       | 2022, 2023. |

| Equipo                                    | Títulos Totales | Liga | Supercopa | Torneo Provincial | Torneo Interligas |
| Club Deportivo y Cultural Serrano         | 27              | 24   | 1         | 2                 | -                 |
| Club Atlético Estudiantes                 | 22              | 16   | 4         | 1                 | 1                 |
| Club Sportivo Norte                       | 21              | 17   | 3         | 1                 | -                 |
| Sporting Club Social Cultural y Deportivo | 17              | 17   | -         | -                 | -                 |
| Club Atlético San Martín                  | 9               | 9    | -         | -                 | -                 |
| Club Social y Deportivo Melo              | 8               | 5    | 2         | 1                 | -                 |
| Club Atlético Central Córdoba             | 6               | 4    | -         | -                 | 2                 |
| Deportivo Club Independencia              | 5               | 5    | -         | -                 | -                 |
| Club Recreativo y Sportivo Jorge Newbery  | 5               | 4    | -         | -                 | 1                 |
| Club Atlético Huracán                     | 4               | 4    | -         | -                 | -                 |
| Club Atlético Laboulaye                   | 3               | 3    | -         | -                 | -                 |
| Alianza de General Levalle                | 1               | 1    | -         | -                 | -                 |
| Club Atlético Oostendorp                  | 1               | 1    | -         | -                 | -                 |

En cursiva se muestran los equipos extintos.